# Ice Bucket Challenge

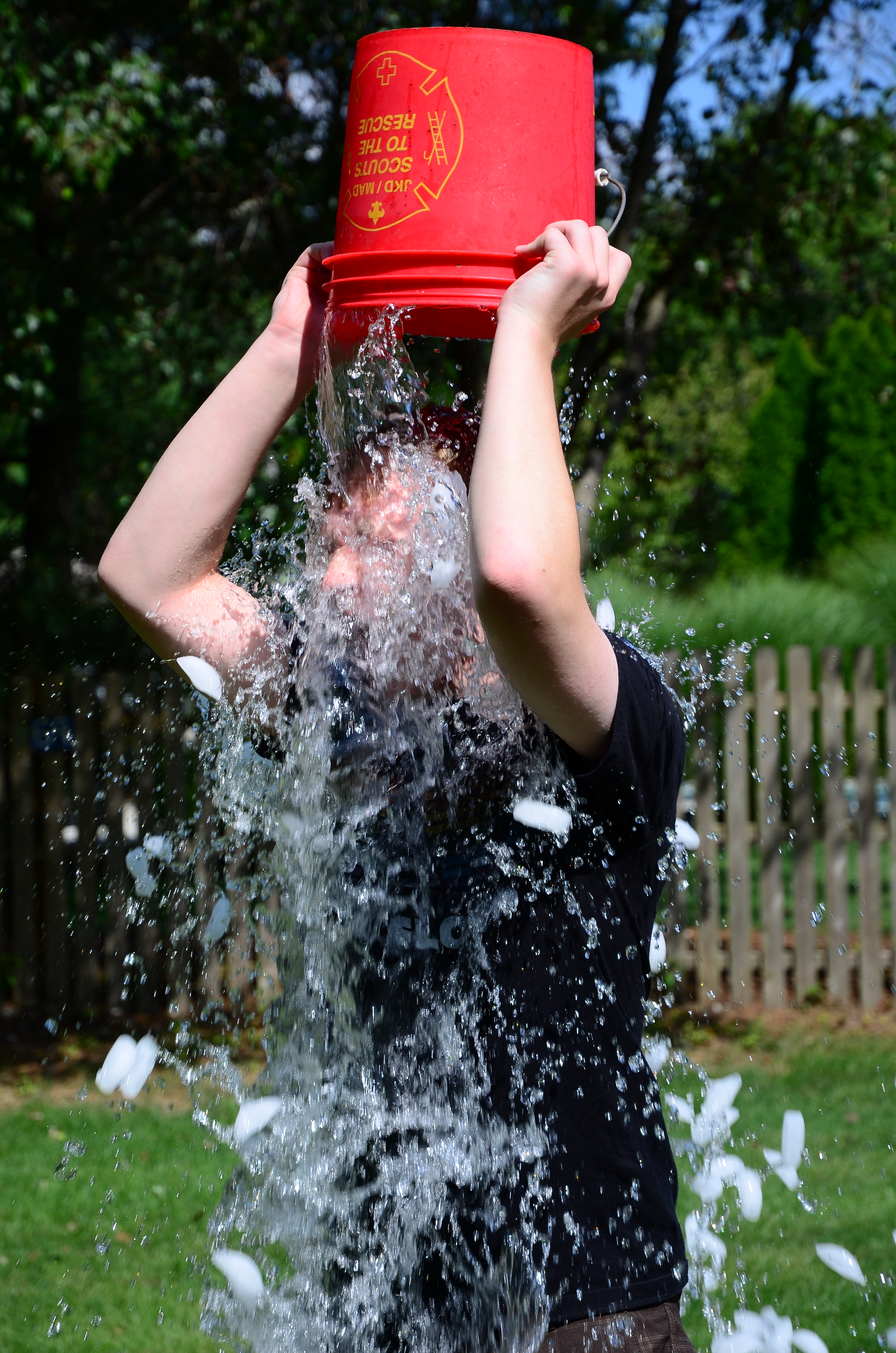
Un ragazzo mentre si versa sulla testa un secchio d'acqua ghiacciata

L'Ice Bucket Challenge (in italiano Sfida del Secchio di Ghiaccio) è stata una campagna di marketing virale lanciata dalla ALS Association con lo scopo di sensibilizzare l'opinione pubblica riguardo alla sclerosi laterale amiotrofica e stimolare le donazioni per la ricerca scientifica.
Il fenomeno si è diffuso in maniera virale sui social media durante l'estate del 2014 e si è protratto per diversi anni.

## Regole
Una persona viene filmata mentre si versa o le viene versato sulla testa un secchio d'acqua ghiacciata; successivamente l'individuo deve nominare altre tre persone, le quali hanno ventiquattro ore di tempo per rispondere alla sfida. Per perseguire l'obiettivo di sensibilizzazione alla sclerosi laterale amiotrofica, ogni partecipante all'Ice Bucket Challenge è incitato a donare una qualsiasi voglia cifra alla ALS Association dopo aver pubblicato il video sui social media.

## Storia
L'Ice Bucket Challenge è stata utilizzata per la prima volta nel luglio del 2014 da una donna di New York il cui marito era malato di sclerosi laterale amiotrofica.
Dopo la ripresa di alcune Ice Bucket Challenge in diretta televisiva, l'ex giocatore di baseball Pete Frates, a cui era stata diagnosticata la sclerosi laterale amiotrofica nel 2012, ha iniziato la pubblicazione della sfida su Twitter, dando il via alla campagna di marketing virale e invitando le persone a donare per la ricerca scientifica.

## Impatto
Negli Stati Uniti le persone hanno condiviso oltre un milione di video inerenti all'Ice Bucket Challenge su Facebook; la sfida è stata poi citata da due milioni di utenti su Twitter.
Il fenomeno si è diffuso in breve tempo anche in Italia, dove la AISLA ha raccolto circa due milioni di euro per la lotta alla sclerosi laterale amiotrofica da quasi cinquantamila donatori diversi.
Secondo i dati ufficiali diffusi dalla ALS Association, al maggio del 2015 erano stati raccolti oltre cento milioni di dollari in tutto il mondo.